# Never Dirty
Never Dirty es una localidad de Trinidad y Tobago, que forma parte de la región de San Juan-Laventille.

## Geografía
La localidad abarca parte de la isla Trinidad y limita al norte con Mon Repos y Febeau Village, al sur con Morvant, al este con Mon Repos y al oeste con Febeau Village y Morvant.

## Demografía
Datos demográficos de la localidad de Never Dirty:
| Gráfica de evolución demográfica de Never Dirty entre 2000 y 2011 |
|                                                                   |